# Xylosma obovatum
Xylosma obovatum är en videväxtart som först beskrevs av Karsten, och fick sitt nu gällande namn av José Jéronimo Triana och Planchon. Xylosma obovatum ingår i släktet Xylosma och familjen videväxter. Inga underarter finns listade i Catalogue of Life.